# Hoplitis paiute
Hoplitis paiute là một loài Hymenoptera trong họ Megachilidae. Loài này được Griswold mô tả khoa học năm 1983.